# Terellia rhapontici
Terellia rhapontici
 es una especie de insecto del género Terellia de la familia Tephritidae del orden Diptera. 
Merz la describió científicamente por primera vez en el año 1990.